# Neophisis iriomotensis
Neophisis iriomotensis är en insektsart som beskrevs av Jin, Xingbao, D.K.M. Kevan och Yamasaki 1990. Neophisis iriomotensis ingår i släktet Neophisis och familjen vårtbitare. Inga underarter finns listade i Catalogue of Life.